# 댄 번
대니얼 존슨 번(영어: Daniel Johnson Burn, 1992년 5월 9일 ~ )은 잉글랜드의 축구 선수로 현재 뉴캐슬 유나이티드에서 레프트 백 겸 센터백으로 활약하고 있다.

## 대회 성적

### 클럽
달링턴 FC
- FA 트로피 : 우승 (2010-11)

여빌 타운
- EFL 리그 원 플레이오프 : 우승 (2012-13)

위건 애슬레틱
- EFL 리그 원 : 우승 (2017-18)

브라이턴 & 호브 앨비언
- FA컵 : 4강 (2018-19)

뉴캐슬 유나이티드
- 프리미어리그 : 4위 (2022-23)
- EFL컵 : 우승 (2024-25), 준우승 (2022-23)

### 개인 수상
- PFA 올해의 팀 : 2017-18 리그 원
- 앨런 하데이커 트로피 : 2025